# Demo 2008
Demo 2008 é um álbum demo da banda de metalcore Miss May I. Foi lançado em 2008 e contém seis faixas originais que a banda nunca tinha lançado antes.

## Gravação
Depois que a banda assinou com a Rise Records, quatro das seis músicas desta demo foram re-gravadas para o álbum de estréia da banda  Apologies Are for the Weak, lançado em 2009. As duas músicas que não foram re-gravadas para o álbum são "Bon Voyage Shipwrecks" e "Swing" música escrita originalmente pelo rapper Savage. Embora a banda ainda não tocou "Savage" ao vivo até hoje. "No Need To Whip A Dead Horse" foi regravada como "Porcelain Wings".
O lançamento é o mais pesado da banda, com algumas músicas que até lembram um som deathcore mais de metalcore.
Um videoclipe para a música "Architect" foi produzido.

## Faixas
1. "Arms of the Messiah" - 3:15
2. "Bon Voyage Shipwrecks" - 2:47
3. "Tides" - 3:19
4. "No Need to Whip a Dead Horse" - 3:17
5. "Architect" - 4:07
6. "Swing (Savage сover)" - 3:34[1]

## Créditos
- Levi Benton - vocal
- Jerod Boyd - bateria
- B.J. Stead - guitarra principal
- Justin Aufdenkampe - guitarra base
- Josh Gillespie - baixo, vocal